# Niphoparmena bispinosa
Niphoparmena bispinosa là một loài bọ cánh cứng trong họ Cerambycidae.